# 维多利亚·露伊丝广场

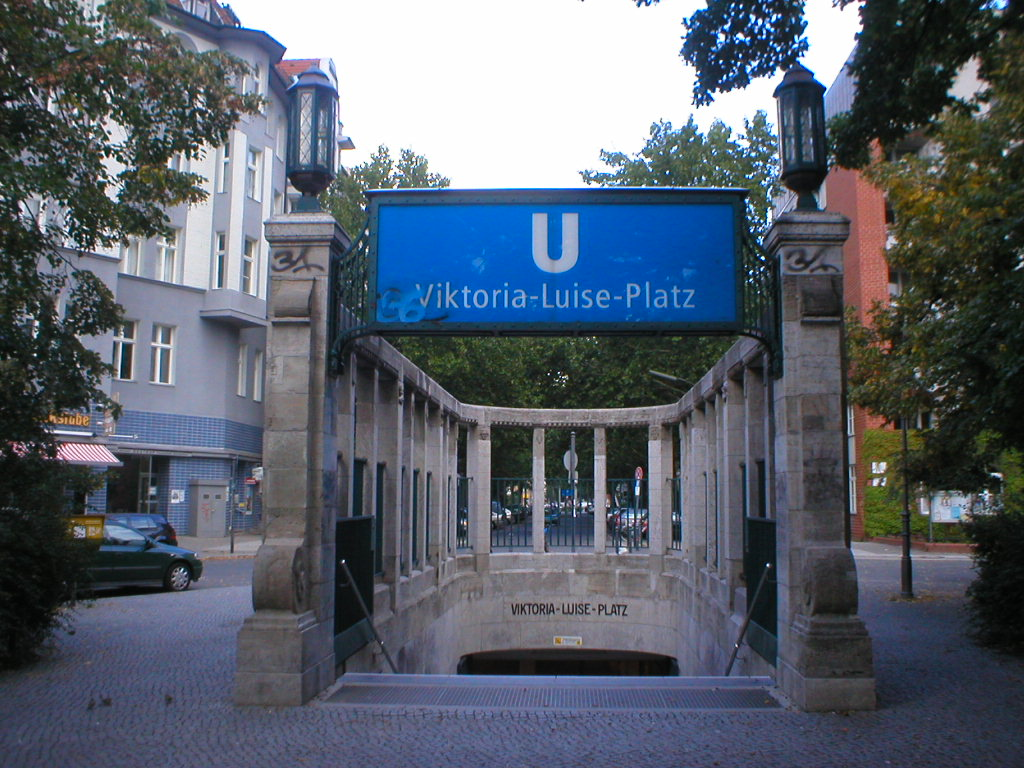
维多利亚·露伊丝广场地铁车站

维多利亚·露伊丝广场（Viktoria-Luise-Platz）是德国首都柏林舍嫩贝格区莫茨大街（Motzstraße）的一个六角形广场。它开辟于1900年，得名于普鲁士公主维多利亚·露伊丝，她是德国皇帝威廉二世的女儿，维多利亚女王的外曾孙女。
52°29′45″N 13°20′31″E / 52.49583°N 13.34194°E